# Phaedrotettix dumicola
Phaedrotettix dumicola är en insektsart som först beskrevs av Scudder, S.H. 1878.  Phaedrotettix dumicola ingår i släktet Phaedrotettix och familjen gräshoppor. Inga underarter finns listade i Catalogue of Life.